# Лещенко Олександр Іванович
Олекса́ндр Іва́нович Ле́щенко — полковник Міністерства внутрішніх справ України.
Станом на грудень 2015-го — заступник начальника управління бойової та спеціальної підготовки Головного управління, національна гвардія України.

## Нагороди
За особисту мужність, сумлінне та бездоганне служіння Українському народові, зразкове виконання військового обов'язку відзначений — нагороджений
- 10 жовтня 2015 року — орденом «За мужність» III ступеня.